# 平井良典
平井 良典（ひらい よしのり、1959年〈昭和34年〉8月19日 - ）は、日本の硝子技術者。
AGC株式会社 代表取締役 兼 社長執行役員 CEO。

## 経歴
1959年 - 福井県生まれ。
1978年 - 福井県立藤島高等学校卒業。
1987年 - 東京大学大学院工学系研究科博士後期課程修了、工学博士。同年 - 旭硝子（現・AGC）株式会社 入社。
2005年 - オプトレックス株式会社 取締役 兼 事業本部長。
2008年 - 同社 取締役 兼 副社長執行役員。
2009年 - 旭硝子株式会社 電子カンパニー 事業企画室長。
2011年 - 同社 事業開拓室（現・部）長。
2012年 - 同社 執行役員 事業開拓室長。
2014年 - 同社 常務執行役員 経営全般補佐（技術担当（現・CTO））兼 技術本部長 兼 グループ改善活動、事業開拓補佐→同社 取締役 兼 常務執行役員 経営全般補佐（技術担当）兼 技術本部長 兼 グループ改善活動、事業開拓補佐。
2015年 - 同社 取締役 兼 常務執行役員 経営全般補佐（技術・事業開拓担当） 兼 技術本部長 兼 電子カンパニー、先進機能ガラス事業本部担当 兼 グループ改善活動補佐。
2016年 - 同社 取締役 兼 常務執行役員 CTO 兼 技術本部長 兼 電子カンパニー、先進機能ガラス事業本部担当 兼 グループ改善活動補佐→同社 取締役 兼 常務執行役員 CTO 兼 技術本部長。
2018年 - 同社 代表取締役 兼 専務執行役員 CTO 兼 技術本部長。
2019年 - 同社 代表取締役 兼 専務執行役員 CTO。
2021年 - 同社 代表取締役 兼 社長執行役員 CEO（現在に至る）。

## 人物
倉田英之とは、同年(1987年)入社である。 また2021年から、社長 CEOに就任する為、倉田がその後任となる。
2008年に液晶パネル製造の子会社オプトレックス(当時)の副社長、2011年にAGCの事業開拓室長。2016年CTOを経て、2021年1月から現職。京都大学の客員教授として年に数回教壇に立つ。学生時代には物理学者を志していた。

## 外部サイト
- 役員紹介|AGC